# SoftBank 811T
SoftBank 811T（ソフトバンク811T）は東芝が開発しソフトバンクモバイルが販売するW-CDMA及びGSM通信方式に対応する携帯電話端末。
2006年（平成18年）11月23日に発売が開始された。
また、SoftBank 811Tの兄弟機SoftBank 813Tについてもこのページで解説する。

## 対応サービス・機能
- ミュージックプレイヤー
- ステレオツインスピーカー搭載
- マイ絵文字
- フィーリングメール
- 赤外線機能
- バイリンガル
- モバイル ルポ
- 3D待受キャラクター「くーまん」

| 主な対応サービス   | 主な対応サービス | 主な対応サービス | 主な対応サービス |
| ------------------ | ---------------- | ---------------- | ---------------- |
| サークルトーク     | ホットステータス | Yahoo! mocoa     | S!ループ         |
| S!タウン           | ライブモニター   | S!CAST           | S!FeliCa         |
| S!ケータイ動画     | PCサイトブラウザ | 電子コミック     | S!アプリ         |
| 着うたフル／着うた | アレンジメール   | S!アドレスブック | 3Gお天気アイコン |
| レコメール         | TVコール         | 国際ローミング   | S!GPSナビ        |

## 特徴
この機種は“コンパクト音楽ケータイ”という位置づけを持っており、背面液晶近くに搭載されたミュージックコンソールによる音楽再生機能の操作や音楽再生を行ないながらマルチタスクで他機能を呼び出し可能などといったマルチメディア再生機能に重点が置かれている。
また、Softbank x1xシリーズに共通するSoftbankがキャリアとして提供される機能の多くにも対応している。（詳細は"機能"節参考）
813Tは811Tからミュージックコンソールを廃し、フロント部分にミラー加工を施した兄弟機である。サブディスプレイはそのため少々見づらい。なお、スマートフォンのX01Tを除けばこの機種以降東芝からは2008年の824T/823Tまでしばらく国際ローミング対応機（両機ともGSM非対応。GSM対応機は830Tまで）が発売されなかった。